# Lysiteles himalayensis
Lysiteles himalayensis là một loài nhện trong họ Thomisidae.
Loài này thuộc chi Lysiteles. Lysiteles himalayensis được Hirotsugu Ono miêu tả năm 1979.